# Ольхова (Ропчицько-Сендзішовський повіт)
Ольхова (пол. Olchowa) — село в Польщі, у гміні Івежиці Ропчицько-Сендзішовського повіту Підкарпатського воєводства.
Населення — 1220 осіб (2011).
У 1975-1998 роках село належало до Ряшівського воєводства.

## Демографія
Демографічна структура станом на 31 березня 2011 року:
|          | Загалом | Допрацездатний вік | Працездатний вік | Постпрацездатний вік |
| -------- | ------- | ------------------ | ---------------- | -------------------- |
| Чоловіки | 595     | 141                | 395              | 59                   |
| Жінки    | 625     | 124                | 376              | 125                  |
| Разом    | 1220    | 265                | 771              | 184                  |